# 顾正斌
顾正斌，中华人民共和国政治人物、全国脱贫攻坚先进个人。

## 生平
顾正斌任上海蔬菜（集团）有限公司党委副书记、副总裁。因在脱贫攻坚战中作出突出贡献，2021年2月25日全国脱贫攻坚总结表彰大会上，顾正斌被授予“全国脱贫攻坚先进个人”。